# Hans Jacob Liedberg
Hans Jacob Liedberg, född 29 juli 1763 i Risinge socken, död 19 februari 1834 i Björkebergs socken, var en svensk kyrkoherde i Björkebergs församling.

## Biografi
Hans Jacob Liedberg föddes 29 juli 1763 i Finspång, Risinge socken. Han var son till bruksinspektorn Isac Liedberg och Anna Charlotta Sundelis. Liedberg studerade i Linköping och blev i september 1786 student vid Uppsala universitet. Han prästvigdes 18 november 1789 och blev 9 april 1806 komminister i Svinstads församling, tillträdde 1807. Liedberg tog pastoralexamen 21 maj 1818 och blev 21 november 1821 kyrkoherde i Björkebergs församling, tillträdde 1823. Han avled 19 februari 1834 i Björkebergs socken.

### Familj
Liedberg gift sig 15 februari 1812 med Anna Emerentia Lunnerqvist (1787–1861). Hon var dotter till kyrkoherden Anders Olof Lunnerqvist och Christina Catharina Egelin i Östra Hargs socken. De fick tillsammans barnen Wilhelm Lidberg och Carolina Christina (1822–1903).